# Municipio de Portage (condado de Houghton)
El municipio de Portage (en inglés: Portage Township) es un municipio ubicado en el condado de Houghton en el estado estadounidense de Míchigan. En el año 2010 tenía una población de 3221 habitantes y una densidad poblacional de 10,67 personas por km².

## Geografía
El municipio de Portage se encuentra ubicado en las coordenadas 46°58′7″N 88°38′7″O / 46.96861, -88.63528. Según la Oficina del Censo de los Estados Unidos, el municipio tiene una superficie total de 301.92 km², de la cual 290.3 km² corresponden a tierra firme y (3.85%) 11.62 km² es agua.

## Demografía
Según el censo de 2010, había 3221 personas residiendo en el municipio de Portage. La densidad de población era de 10,67 hab./km². De los 3221 habitantes, el municipio de Portage estaba compuesto por el 96.12% blancos, el 0.43% eran afroamericanos, el 0.68% eran amerindios, el 1.09% eran asiáticos, el 0.19% eran isleños del Pacífico, el 0.25% eran de otras razas y el 1.24% pertenecían a dos o más razas. Del total de la población el 1.12% eran hispanos o latinos de cualquier raza.